# Chaim Hilfstein
Chaim Hilfstein (ur. 14 listopada 1876 w Krakowie, zm. 9 maja 1950 w Tel Awiwie) – żydowski lekarz internista, działacz społeczny i syjonistyczny.

## Życiorys
Syn Jakuba i Zofii z domu Rosner. W 1897 roku ukończył krakowskie Gimnazjum św. Anny, a w 1904 roku uzyskał doktorat z medycyny na Uniwersytecie Jagiellońskim.
Był jednym ze współtwórców struktur organizacji syjonistycznych w Galicji Zachodniej. W 1897 roku był jednym z założycieli młodzieżowej organizacji Przedświt Ha-Szahar – pierwszego syjonistycznego stowarzyszenia w Krakowie. W listopadzie 1918 roku był członkiem Żydowskiej Rady Narodowej dla Zachodniej Galicji.
W okresie międzywojennym był m.in. liderem Organizacji Syjonistycznej Małopolski Zachodniej i Śląska (obok Ozjasza Thona), Towarzystwa Odbudowy Palestyny i Żydowskiego Funduszu Narodowego w Krakowie. Był delegatem na kongresy syjonistyczne w Karlsbadzie (1921), Wiedniu (1925) i Bazylei (1927). Był także współzałożycielem Stowarzyszenia Kulturalno-Oświatowego „Tarbuth”. Od 1922 roku był członkiem władz „Nowego Dziennika”. Był także działaczem na rzecz rozwoju szkolnictwa, a w 1936 roku został patronem Gimnazjum Hebrajskiego w Krakowie, którego był twórcą i wieloletnim dyrektorem. 
W 1929 roku został wybrany do władz gminy żydowskiej w Krakowie jako reprezentant syjonistów. Jako lekarz pracował m.in. w krakowskim szpitalu św. Łazarza.
Podczas II wojny światowej był członkiem prezydium Żydowskiej Samopomocy Społecznej, przewodniczył także Towarzystwu Ochrony Zdrowia Ludności Żydowskiej. Przebywał w getcie krakowskim, przez pewien czas był uwięziony w obozie w Płaszowie, gdzie pracował w rewirze lekarskim. Następnie, wraz z żoną Marią pracował w fabryce Oskara Schindlera. Po jej przeniesieniu do Brünnlitz, kierował izbą lekarską w tamtejszym obozie pracy.
Po wojnie wyjechał do Palestyny.